# Румяный голубь
Румяный голубь (лат. Patagioenas subvinacea) — вид птиц из семейства голубиных (Columbidae). Обитает в Центральной Америке и Южной Америке.

## Описание

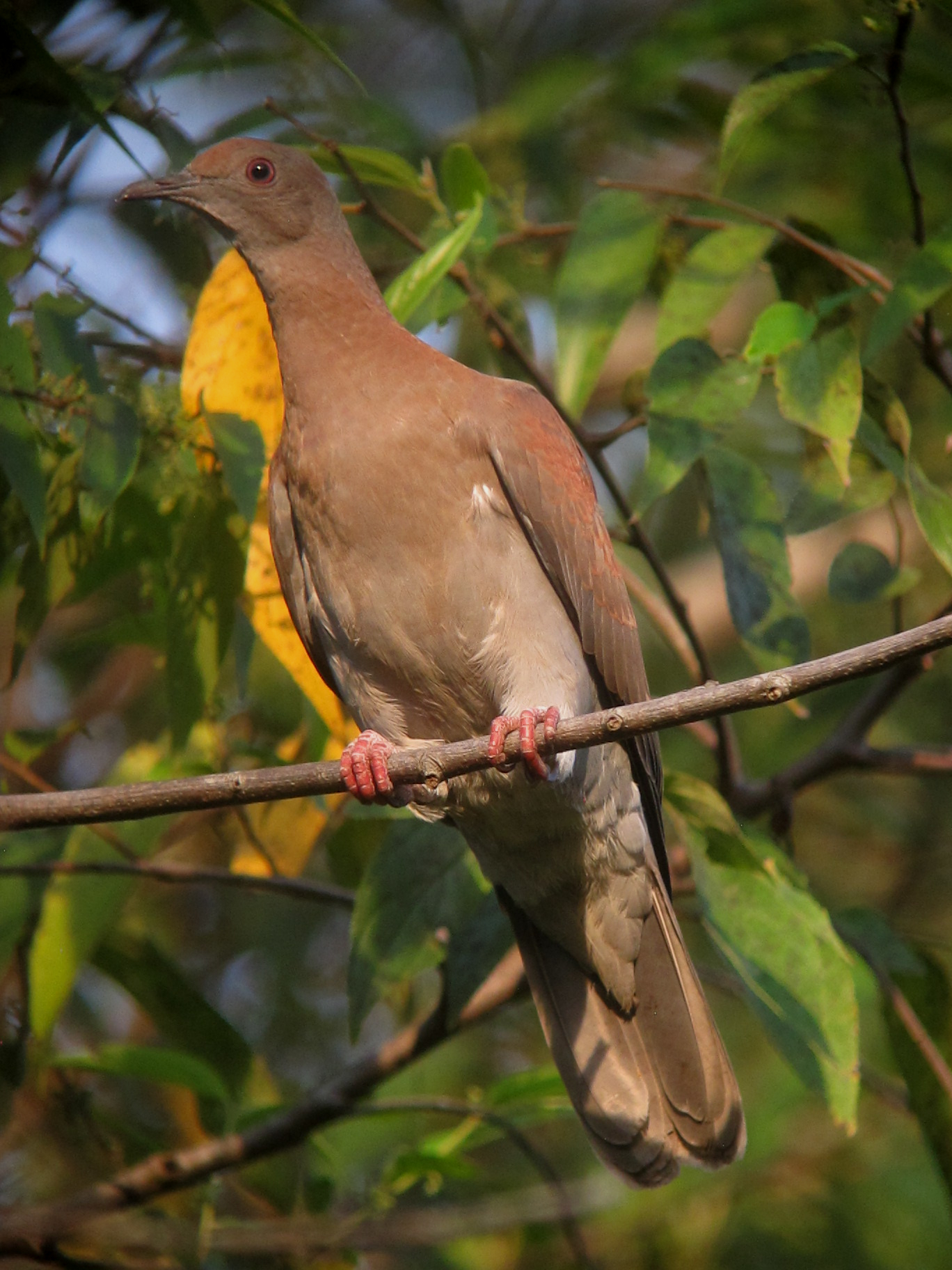
Румяный голубь (Антьокия, Колумбия)

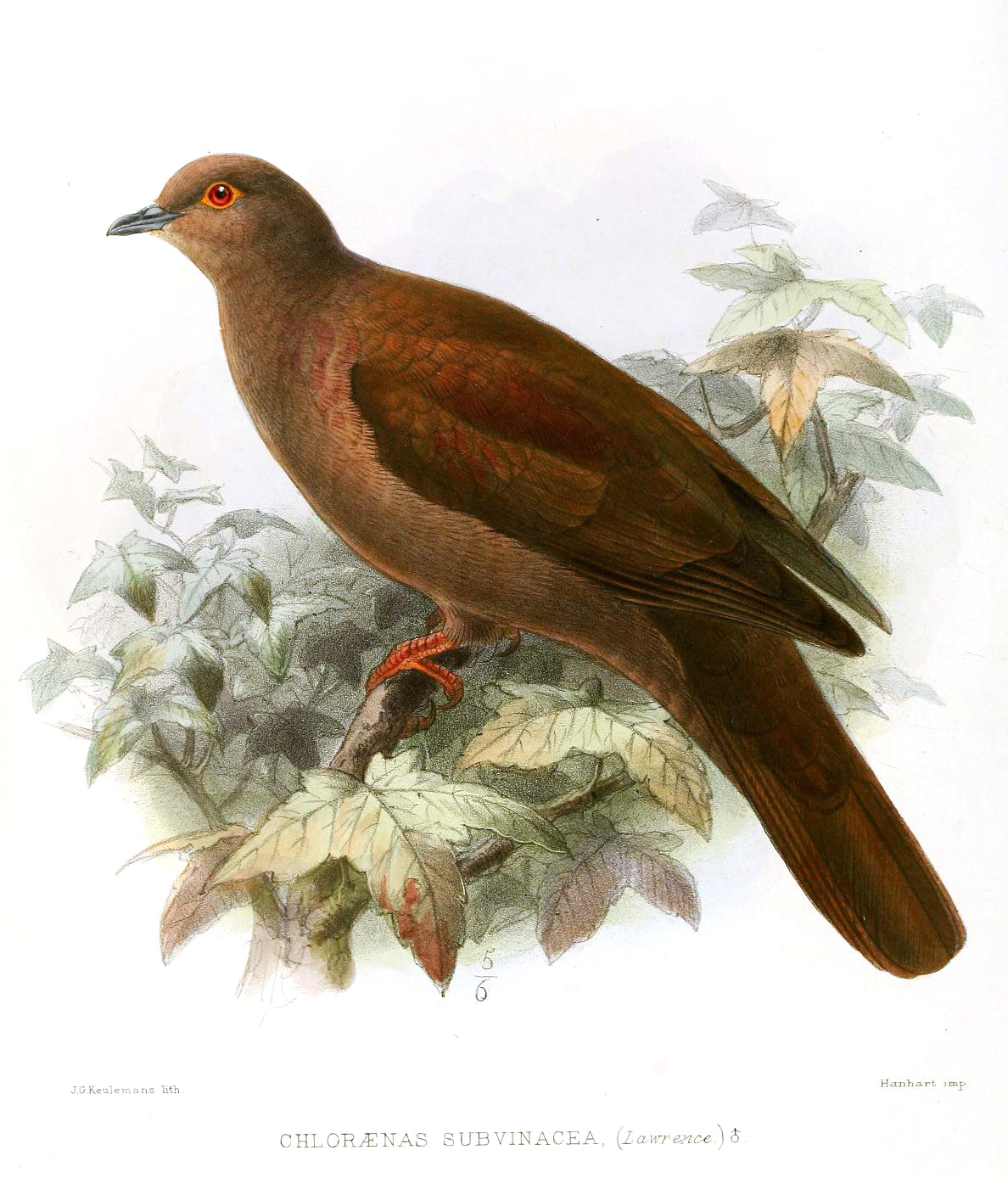
Румяный голубь

Длина птицы составляет 27—33 см, масса 170 г. Окраска преимущественно каштановая с пурпурным оттенком, спина имеет рыжеватый оттенок, нижняя часть тела более коричневая. Хвост и маховые перья тёмно-коричневые, на горле и на брюхе небольшие белые пятна. Радужки красные или жёлтые, вокруг глаз красные кольца. Клюв чёрный. Самки имеют более тусклую, коричневую окраску. У молодых птиц голова, шея и грудь серовато-коричневые, перья на голове и верхняя часть тела имеют коричневые или рыжеватые края, формирующие чешуевидный узор.

## Подвиды
Выделяют девять подвидов:
- P. s. subvinacea (Lawrence, 1868) — Коста-Рика и Панама;
- P. s. berlepschi (Hartert, 1898) — от юго-восточной Панамы до северо-западного Перу;
- P. s. ruberrima (Meyer de Schauensee, 1950) — северо-западная Колумбия;
- P. s. peninsularis (Chapman, 1915) — северо-восточная Венесуэла (полуостров Пария);
- P. s. zuliae (Cory, 1915) — северо-восточная Колумбия и западная Венесуэла;
- P. s. anolaimae (Chubb, 1917) — центральная Колумбия;
- P. s. purpureotincta (Ridgway, 1888) — южная и восточная Венесуэла, Гвиана и восток Бразильской Амазонии;
- P. s. ogilviegranti (Chubb, 1917) — юго-восточная Колумбия, восток Эквадора и Перу, север и восток Боливии, запад Бразильской Амазонии;
- P. s. recondita (Todd, 1937) — центральная Бразильская Амазония (южнее Амазонки).

## Распространение и среда обитания
Румяные голуби обитают в Коста-Рике, Панаме, Колумбии, Эквадоре, Перу, Боливии, Бразилии, Венесуэле, Гайане, Французской Гвиане и Суринаме. Они живут в кронах влажных равнинных, горных, заболоченных и облачных тропических лесов и на опушках. Встречаются в одиночку, парами или стайками до 15 птиц, на высоте до 2000 м над уровнем моря, местами на высоте до 3000 м над уровнем моря. Ведут древесный образ жизни. Питаются плодами и ягодами, в том числе плодами фикусов и цекропии. Гнездо представляет собой простую платформу из веточек, размещаемых на дереве. В кладке одно белое яйцо.